# 阿德里安·汉内曼

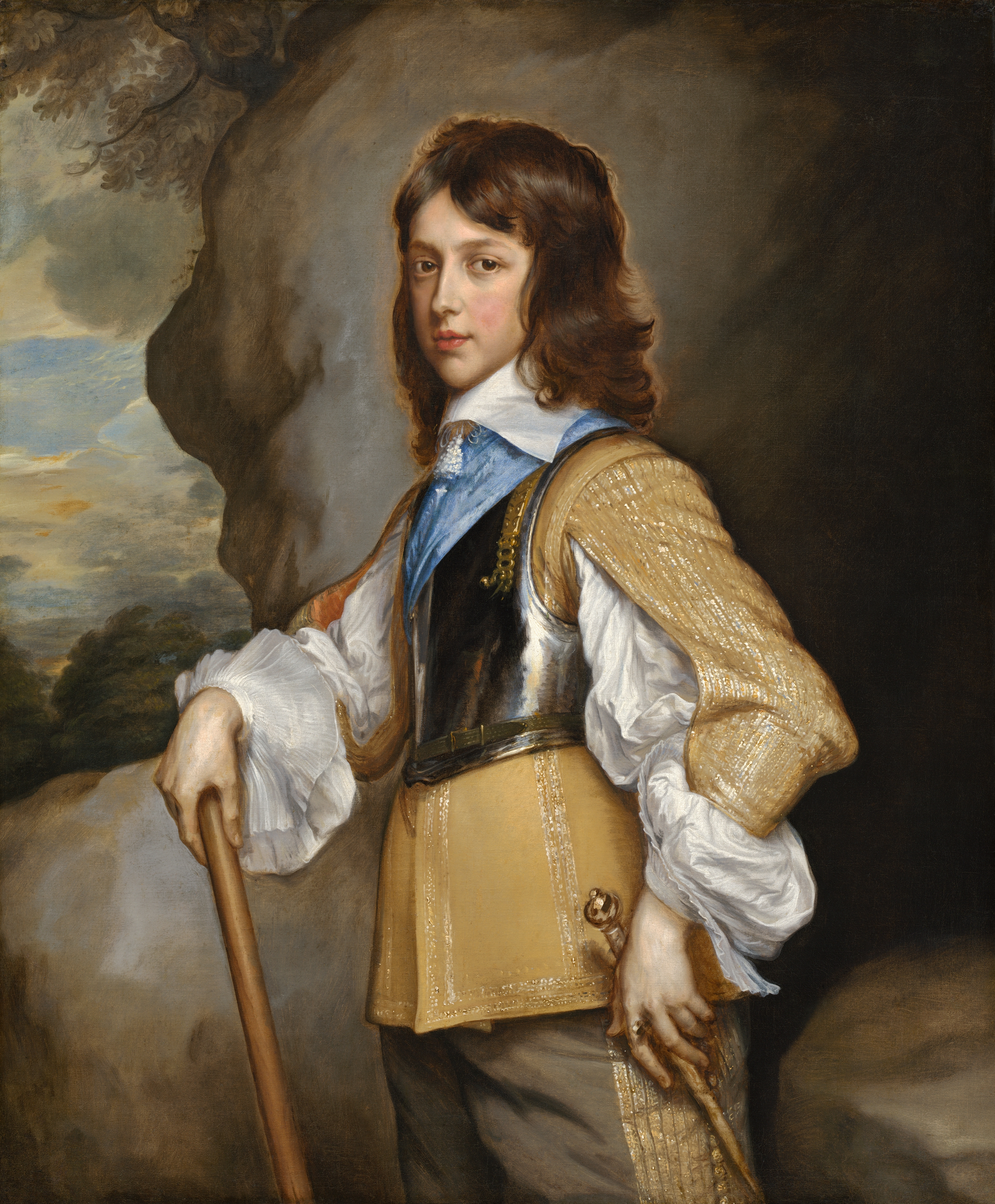
亨利，格洛斯特公爵，藏于美国华盛顿市国家艺术馆

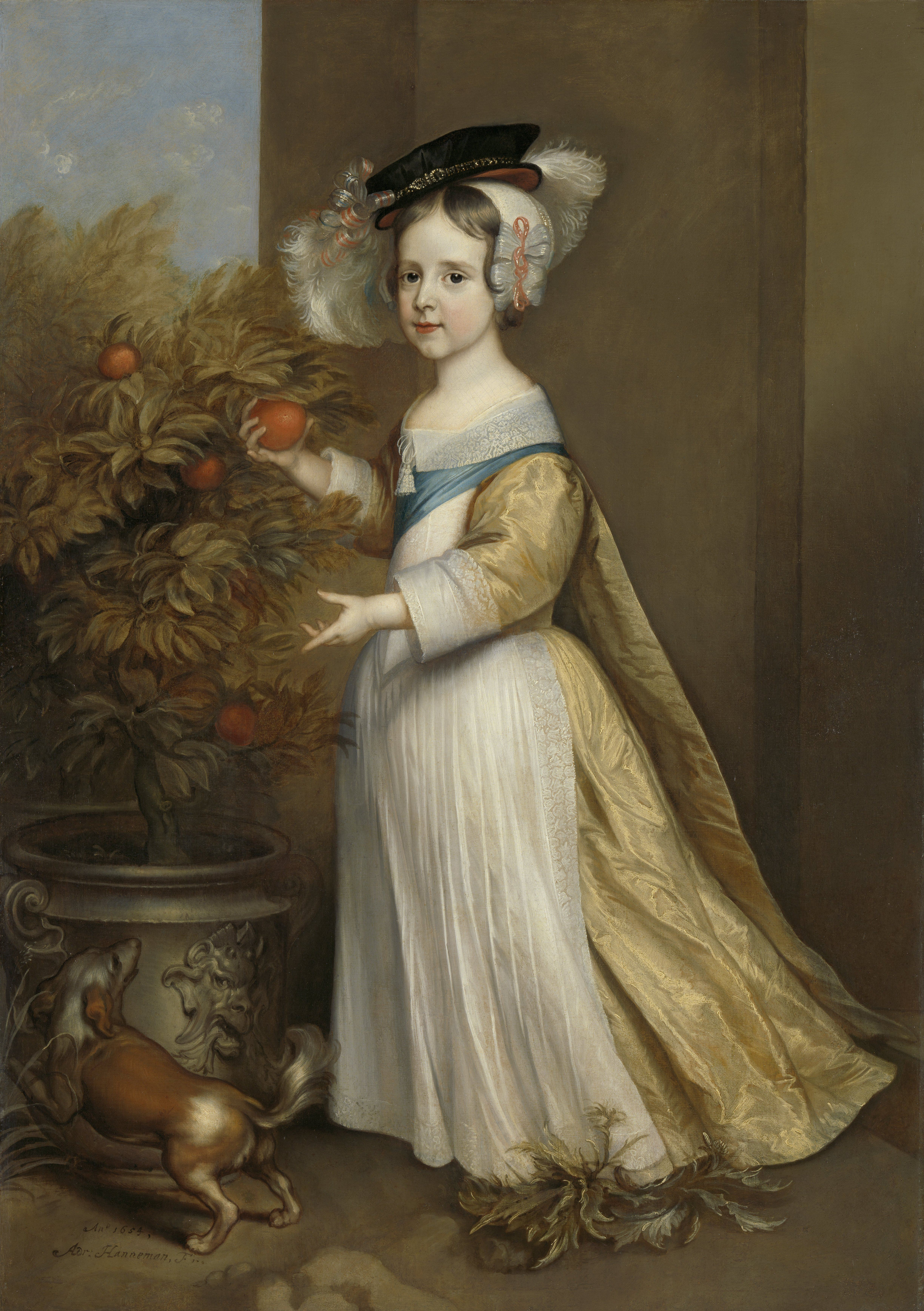
奥兰治王子威廉三世肖像，4岁

阿德里安·汉内曼（Adriaen Hanneman，约1603年—1671年），荷兰画家，生活于荷兰黄金时代，其知名作品以英国流亡宫廷人物肖像画为主。

## 生平
阿德里安·汉内曼，生于海牙。